# Tenebroides fuscus
Tenebroides fuscus es una especie de coleóptero de la familia Trogossitidae.

## Distribución geográfica
Habita en Europa.